# Английский парк (Петергоф)
Английский парк — первый пейзажный парк в Петергофе. Площадь парка составляет 173,4 га (самый большой парк Петергофа). Спроектирован для Екатерины II английским садовым мастером Джеймсом Медерсом. В настоящее время (2016 г.) в полузапущенном состоянии, используется как место для проведения «пикников».

## Парк
Значительную часть парка занимают водоёмы: Английский пруд, Троицкий ручей, частично — Петергофские канал и ручей, а также многие другие, в том числе безымянные водоёмы, интегрированные в водозаборную систему Петергофа.
Английский пруд, вытянувшийся с юга на север, с островками, изрезанными берегами, возник в 1720 году, когда благодаря земляной плотине был запружен Троицкий ручей, протекавший в крупном овраге на западе от Нижнего парка. Впоследствии пруд был соединён с Ропшинским каналом. Вода из Английского пруда через систему шлюз поступает в Верхнесадский канал, а затем — на западную сторону Большого каскада.
В 1734 году окружавшая пруд лесистая земля была отдана для устройства зверинца. Здесь для охоты стали содержаться дикие кабаны. В 1770-е, при Екатерине II, Кабаний зверинец был устранён, а на его месте появился один из первых в Петербурге английских, пейзажных парков. Работы по переустройству территории возглавили Д. Кваренги и Д. Медерс, решившие использовать естественные очертания водоёма в качестве композиционного центра закладывающегося парка.
Пруд был вписан между двумя перспективами, пронизывающими парк в направлении с севера на юг. Перпендикулярно этим дорогам, с востока на запад, идёт третья перспектива.
Прокладку аллей и посадку деревьев и кустарников вели садовники Дж. Медерс, Д, Гаврилов, Т. Тимофеев, Т. Винкельсон.

## Английский дворец

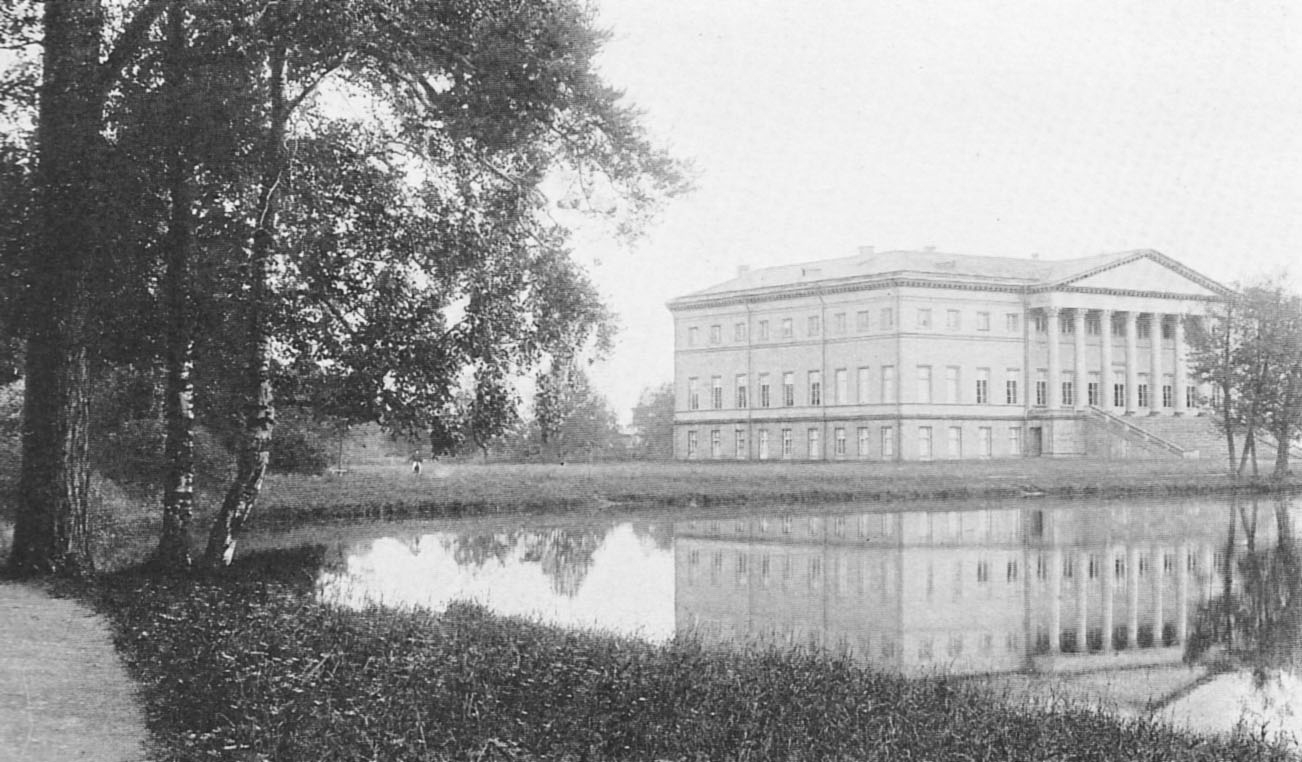
Дореволюционная фотография Английского дворца

Архитектор Джакомо Кваренги, построен в конце XVIII века. Сохранились только руины. Возводился для Екатерины II как дом уединения. Представлял собой монументальное трёхэтажное здание на берегу пруда. Строительство длилось 15 лет и завершилось в 1796 г., а завершение отделки некоторых интерьеров относится даже к 1802—1805 гг.
При Павле I дворец был превращён в казарму. Позднее, в царствование Александра I, под непосредственным наблюдением Кваренги дворец был подвергнут капитального ремонту. Вплоть до 1917 г. он служил местом летнего пребывания иностранных гостей, дипломатов, приезжавших на приёмы в Петергоф. Вот как об этом пишет в своей книге маркиз де Кюстин:
Посланники с семьями и свитой, а также представленные ко двору иностранцы получают квартиру и стол за счет императора. Для этой цели отведено обширное и изящное здание, называемое Английским дворцом. Это здание расположено в четверти мили от императорского дворца посереди прекрасного парка, разбитого в английском стиле и оживленного прудами и ручейками. Обилие воды и холмистая, столь редкая в окрестностях Петербурга местность придают много прелести этому парку.
После революции во дворце действовал санаторий. Во время Великой Отечественной войны дворец был полностью уничтожен артиллерийским обстрелом и с тех пор не восстанавливался.

## Иные постройки

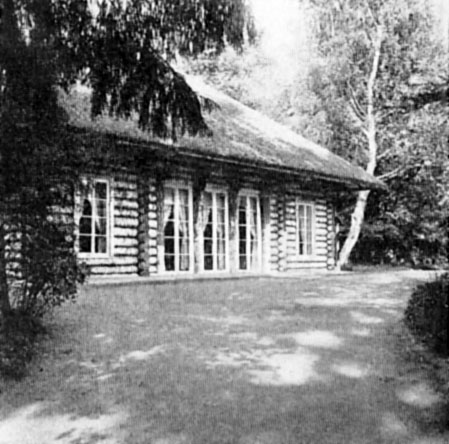
Берёзовый домик в Английском парке. Фото начала 1900-х годов

В августе 1781 года по проекту Кваренги выстроен Берёзовый домик в традиционном русском стиле. Его бревенчатые стены снаружи были обиты берестой, крыша покрыта соломой, однако за неказистым фасадом скрывались нарядные интерьеры гостиной, овального зала и шести маленьких комнат с зеркалами, изысканной орнаментальной росписью и паркетными полами. Первый дом в России, где были установлены кривые зеркала. Во время Великой Отечественной войны сгорел.
Тому же Кваренги приписывается и садово-парковая архитектура. В парке имелось 11 мостов, разнообразно оформленных или в виде руин, или ограждённых нарочито грубо обработанными глыбами, балюстрадами, неокорененными стволами деревьев. После смерти Екатерины II Павел I, стремившийся переиначить всё сделанное его матерью, приказал сломать незаконченные павильоны в Английском парке, а камень использовать на строительство Римских фонтанов, на пьедестал в Китовом бассейне (Нижний парк) и так далее.
В годы Великой Отечественной войны по территории парка проходил передний край обороны Ораниенбаумского пятачка и все постройки были уничтожены.